# Zelená Hora (district de Vyškov)
Zelená Hora (en allemand : Grünberg) est une commune du district de Vyškov, dans la région de Moravie-du-Sud, en République tchèque. Sa population s'élevait à 299 habitants en 2020.

## Géographie
Zelená Hora se trouve à 6 km au nord de Vyškov, à 34 km au nord-est de Brno et à 204 km au sud-est de Prague.
La commune est limitée par la zone militaire de Brezina à l'ouest, au nord et au nord-est, par Pustiměř au sud-est et au sud, et par Radslavice au sud-ouest.

## Histoire
La première mention écrite de la localité date de 1720.